# Taphina
Taphina is een geslacht van kevers uit de familie bladkevers (Chrysomelidae).
De wetenschappelijke naam van het geslacht werd in 1885 gepubliceerd door Duvivier.

## Soorten
- Taphina dimidiata (Duvivier, 1885)